# Oresjak, Lovetj
Oresjak (bulgariska: Орешак) är ett distrikt i Bulgarien.   Det ligger i kommunen Obsjtina Trojan och regionen Lovetj, i den centrala delen av landet, 120 km öster om huvudstaden Sofia. Arean är 23,2 kvadratkilometer.
Terrängen i Oresjak är kuperad söderut, men norrut är den platt.
I omgivningarna runt Oresjak växer i huvudsak lövfällande lövskog. Runt Oresjak är det glesbefolkat, med 18 invånare per kvadratkilometer.